# Antromysis juberthiei
Antromysis juberthiei är en kräftdjursart som beskrevs av Mihai Bacescu och Traian Orghidan 1977. Antromysis juberthiei ingår i släktet Antromysis och familjen Mysidae. Inga underarter finns listade i Catalogue of Life.